# 约翰·凯文·奥雷根
约翰·凯文·奥雷根是巴黎第五大学认知心理学实验室主任。他博士关于阅读时眼球运动的研究中，发现存在眼球运动的最佳位置。之后提出了变化盲视现象。